# Johannes Hess
Johannes Hess (* 6. September 1786 in Holzhausen, dem heutigen Rauischholzhausen; † 23. Juni 1837 in Darmstadt) war ein deutscher Botaniker und Bibliothekar.

## Leben
Johannes Hess wurde als ältestes Kind von Johannes Hess (1752–1817) und dessen Frau Barbara Elisabetha geb. Pfeif geboren. Johannes hatte später eine Schwester und zwei Brüder. Der Vater war Maurer oder, nach anderen Angaben, Bauer. Bereits ein Jahr nach der Geburt zog die Familie nach Nieder-Florstadt.
Hess machte früh auf sich aufmerksam, da er über ein sehr gutes Gedächtnis verfügte und große Teile der Bibel auswendig hersagen konnte. Er erhielt daraufhin Unterricht durch den örtlichen Pfarrer in lateinischer und französischer Sprache sowie in Rechtschreibung und Geographie. Sodann wurde er vom Pfarrer Wilhelm Butté, dem späteren Landshuter Professor für Statistik und Staatswissenschaften, unterrichtet. Am 7. November 1801 wurde Hess als Gemeiner in das Artilleriekorps Darmstadt aufgenommen. Er konnte sich durch Erteilung von Mathematikunterricht seinen Lebensunterhalt selbst verdienen.
Während des Aufenthalts des Artilleriekorps in Gießen vom November 1805 bis zum Frühjahr 1806 besuchte er Vorlesungen über höhere Mathematik und Physik bei Georg Gottlieb Schmidt. Aufgrund seiner besonderen Qualifikation und seines Geschicks wurde er am 7. November 1807 zum Baukondukteur beim Bauamt Darmstadt ernannt und aus dem Militärdienst entlassen.
1809 heiratete er Amalie (Anna) Borkhausen, die Witwe des Zoologen, Hofkammerrates und Forstbotanikers Moritz Balthasar Borkhausen, der im November 1806 in Darmstadt verstorben war. Das reichhaltige Herbarium von Borkhausen regte ihn zu intensiven botanischen Studien an.
Am 6. April 1811 wurde er zum Landbaumeister ernannt. Da es in Darmstadt zu dieser Zeit keine Gelegenheit zu umfangreicheren botanischen Studien gab, regte er die Schaffung eines Botanischen Gartens an. Als 1814 der Schlossgraben trockengelegt wurde, schlug er vor, diesen als Botanischen Garten zu verwenden. Dieser Vorschlag wurde vom Großherzog Ludwig I. (Hessen-Darmstadt) am 17. Juni 1814 bewilligt. Es entstand der erste Botanische Garten Darmstadt. Im Juli erhielt Hess den Auftrag, in Abstimmung mit dem Hofgärtner Gottfried Schnittspahn die Arbeiten zur Anpflanzung von Kräutern und Sträuchern im Schlossgraben in Angriff zu nehmen.
Am 14. September 1815 wurde Hess zum Assessor beim Oberbaukolleg befördert. Neben der Betreuung des Botanischen Gartens beteiligte er sich an der Neuordnung der 1817 in eine öffentliche Bibliothek umgewandelten Hofbibliothek. Mit ausdrücklicher Genehmigung des Großherzogs unternahm er 1820 eine Reise nach Paris, wo er insbesondere seine Botanikkenntnisse verbesserte. 1823 folgte eine Reise in die Schweiz. Auf beiden Reisen konnte er seine Sammlungen vermehren und Kontakte zu Gelehrten herstellen.
1824 gab Hess ein umfangreiches Verzeichnis der Pflanzen im Botanischen Garten von Darmstadt heraus. Dieser Elenchus enthielt über 2.000 Pflanzenarten. Hess gab Vorlesungen zu botanischen Themen und war im April 1835 Mitbegründer und stellvertretender Präsident des Darmstädter Gartenbauvereins. Er war Mitglied verschiedener Gesellschaften, z. B. seit 1813 der Wetterauischen Naturforschenden Gesellschaft und der Königlich Bayrischen Botanischen Gesellschaft zu Regensburg.
1832 wurde er zum Oberbaurat ernannt. Hess starb im Juni 1837 überraschend an einem Nervenfieber.
Zur Wiedereröffnung des von der TU Darmstadt neu angelegten Schlossgartens im Schlossgraben am 15. Juni 2014 wurde der Elenchus von 1824 neu aufgelegt.

## Ehrungen
- 1821: Ernennung zum Wirklichen Rat bei der Oberfinanzkammer

## Werke
- 1824: Elenchus Planatarum Horti Botanici Darmstadtii. Darmstadt.
- 1832: Übersicht über die phanerogamischen natürlichen Pflanzen-Familien mit einer kurzen Charakteristik derselben. Darmstadt und Leipzig.